# Асперг
Асперг (нім. Asperg) — місто в Німеччині, знаходиться в землі Баден-Вюртемберг. Підпорядковується адміністративному округу Штутгарт. Входить до складу району Людвігсбург.
Площа — 5,8 км2. Населення становить 13 517 ос. (станом на 31 грудня 2020).
У місті помер відомий воєначальник Другої світової війни Герман Бальк. 

## Галерея

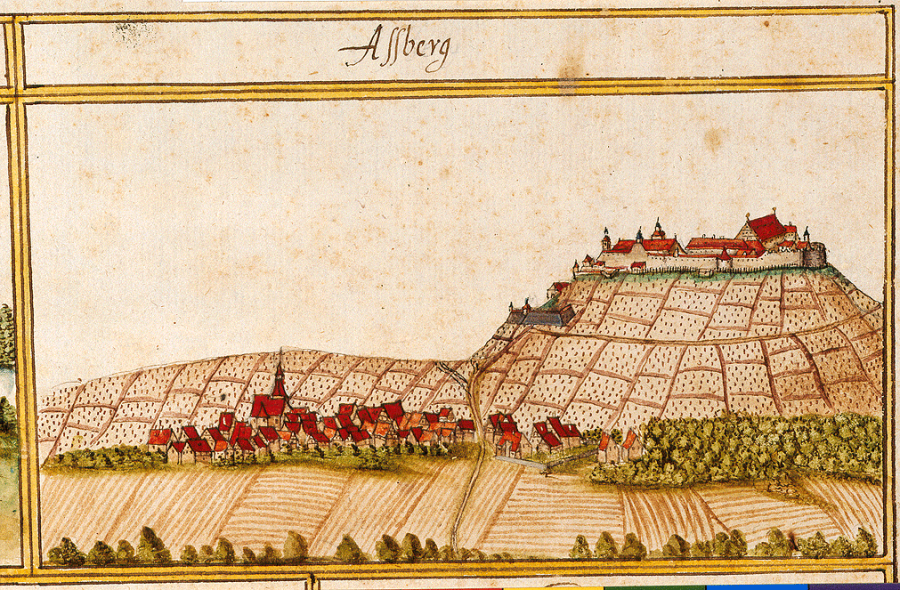
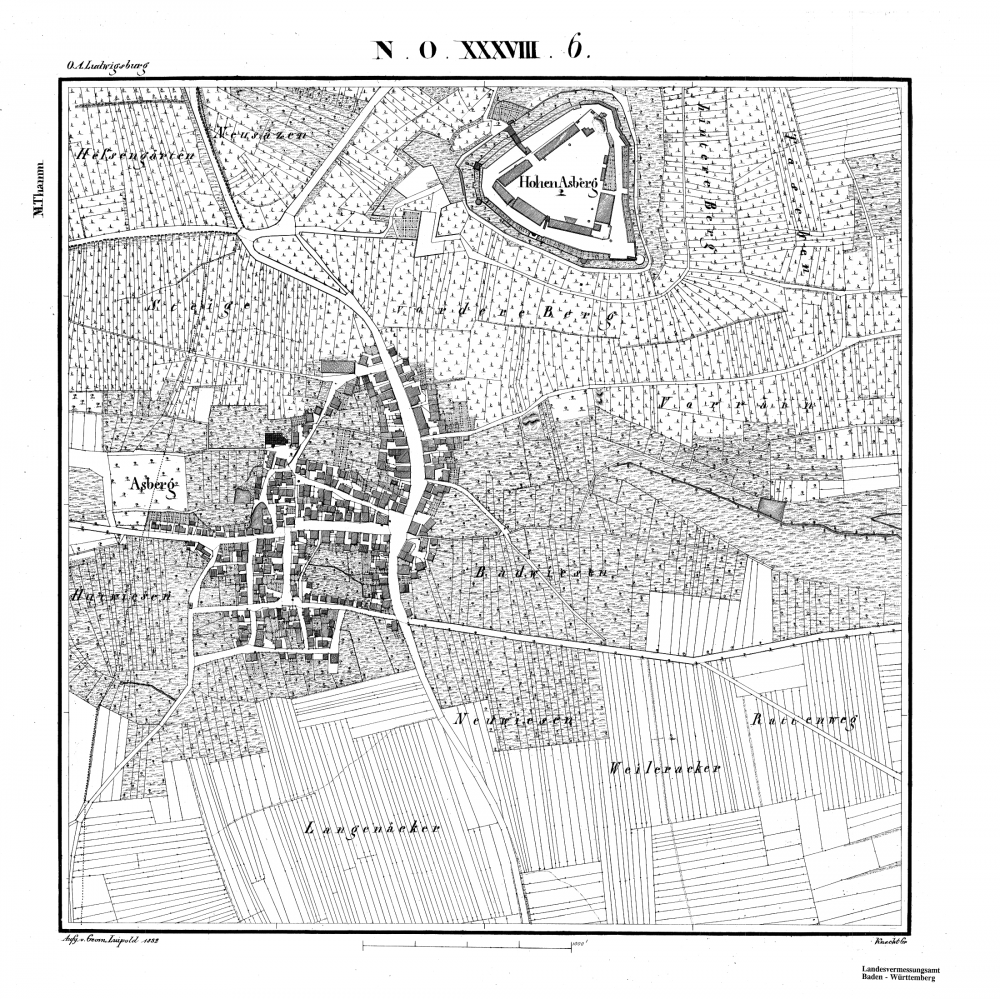
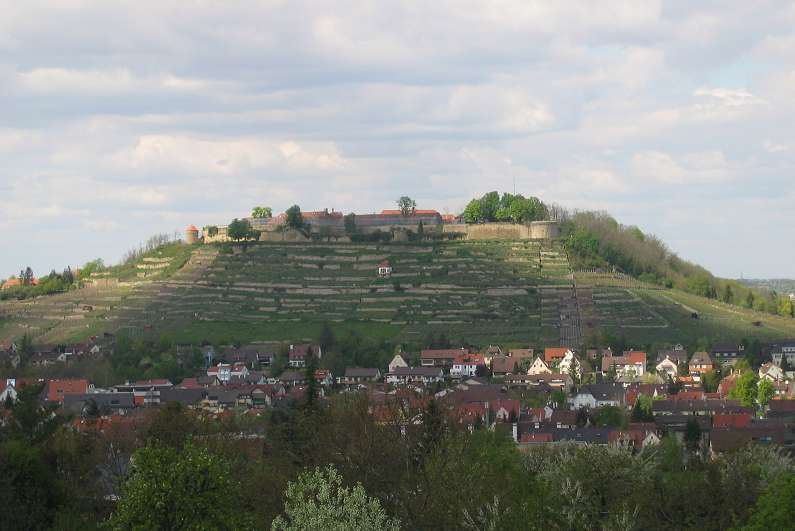
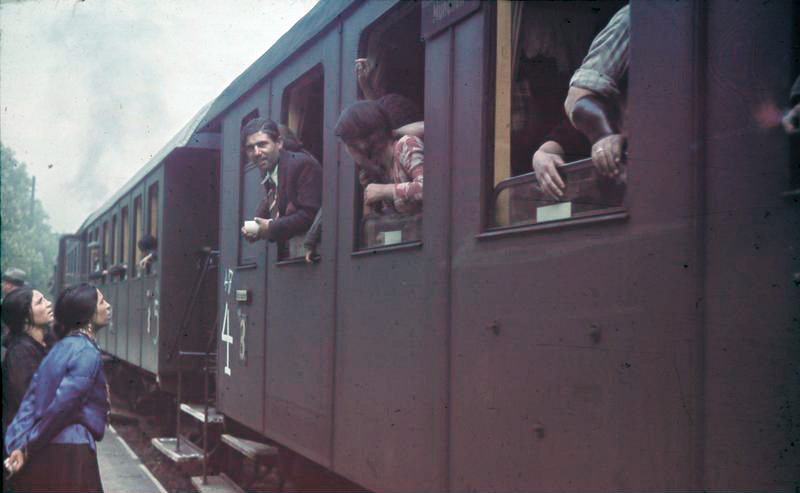
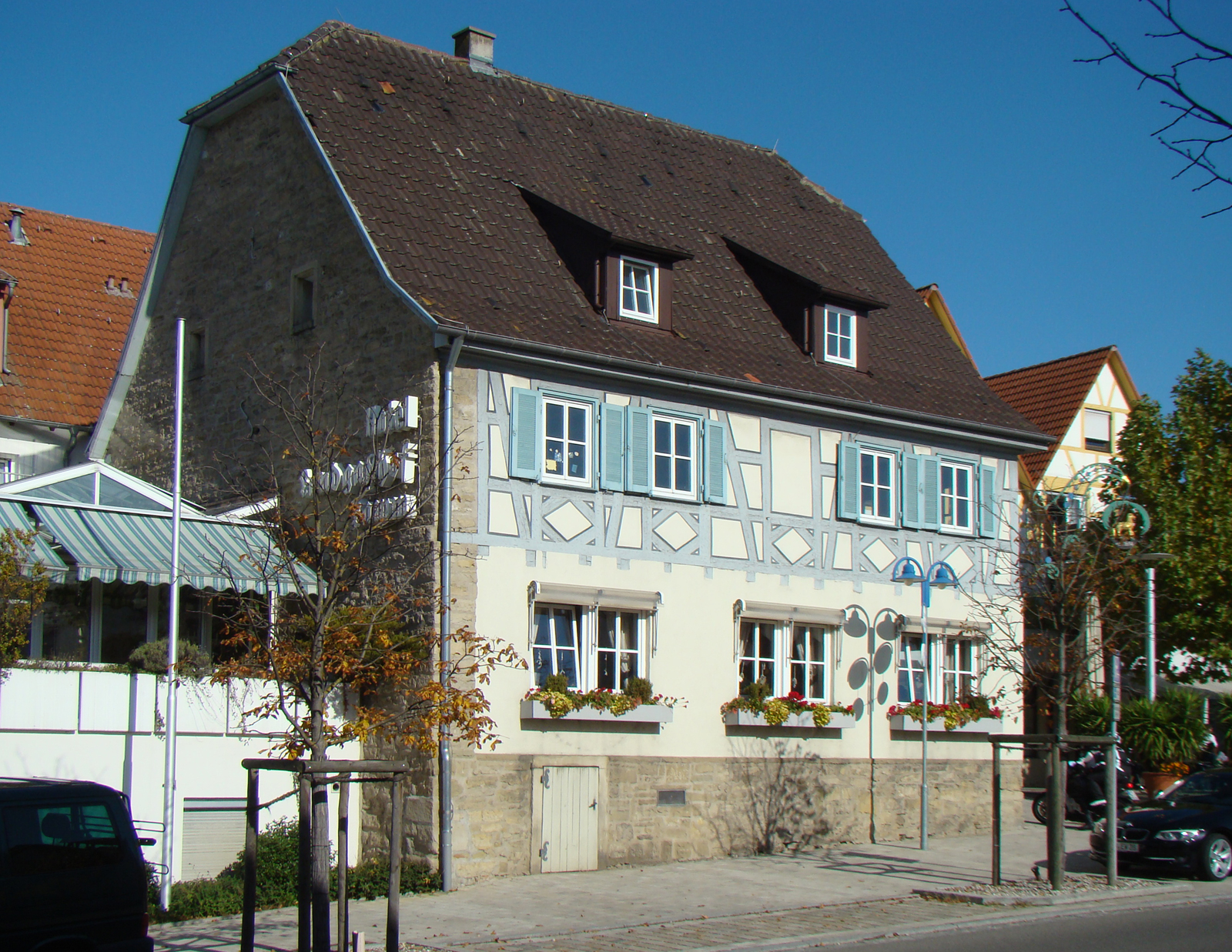
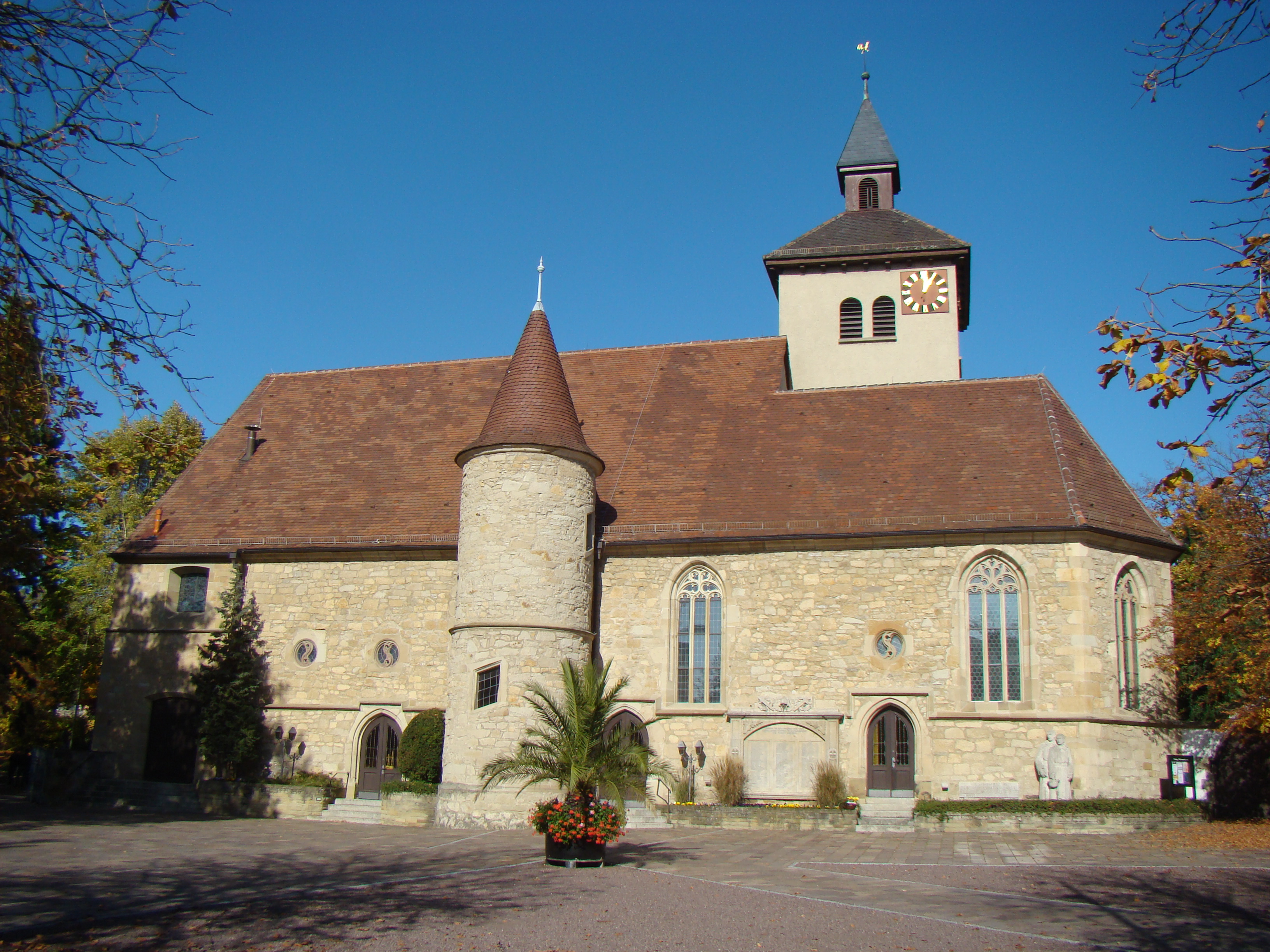